# Ектор Ортіс (арбітр)
Ектор Ортіс (ісп. Héctor Ortiz нар. 5 квітня 1933, Енкарнасьйон) — парагвайський футбольний арбітр. Арбітр ФІФА у 1967—1982 роках.
Він відомий тим, що судив один матч на чемпіонаті світу 1982 року в Іспанії між Північною Ірландією та Іспанією та перший фінал Кубка Америки 1983 року між Уругваєм та Бразилією. Також відсудив по одній грі на Кубку Америки 1975 року та молодіжному чемпіонаті світу 1979 року.